# Rotabrilvogel
De rotabrilvogel (Zosterops rotensis) is een zangvogel uit de familie Zosteropidae (brilvogels). Het is een ernstig bedreigde, endemische vogelsoort op de Marianen.

## Kenmerken
De vogel is 10 cm lang en lijkt op een boszanger. De vogel is van boven geelachtig tot olijfgroen en van onder saffraankleurig geel. De vogel heeft een opvallend grote witte oogring.

## Verspreiding en leefgebied
Deze soort is endemisch op het eiland Rota, een eiland van de Noordelijke Marianen. In de jaren 1980 was de vogel daar algemeen voorkomend. Het leefgebied bestaat uit oorspronkelijk, vochtig regenbos op kalkbodems.

## Status
De rotabrilvogel heeft een zeer klein verspreidingsgebied en daardoor is de kans op uitsterven aanwezig. De grootte van de populatie werd in 1996 door BirdLife International geschat op 1165 volwassen individuen, de populatie-aantallen namen toen af vanaf de jaren 1980. Dit kwam door een aantal factoren waaronder vernietiging van het leefgebied door landbouwkundige ontwikkelingen en tropische stormen. Daarna trad herstel op. In 2012 werd de populatiegrootte geschat op 3,750 tot 14.000 volwassen individuen. Een eilandpopulatie blijft kwetsbaar zeker als de kans bestaat op de gevreesde introductie van de bruine nachtboomslang (Boiga irregularis) en andere invasieve soorten zoals ratten. Om deze redenen staat deze soort als ernstig bedreigd (kritiek) op de Rode Lijst van de IUCN.